# 석정문학관
석정문학관은 전북특별자치도 부안군 부안읍 선은1길 10에 위치한 문학관이다.
2011년 개관한 석정문학관은 한국 시문학사에 큰 기여를 한 신석정의 유품과 작품을 전시하고 있다. 부안군에서 설립하고 부안군문화재단이 위탁받아 운영하고 있다.

## 같이 보기
- 신석정
- 문학관